# Fäbodtjärnen (Degerfors socken, Västerbotten, 715326-165696)
Fäbodtjärnen är en sjö i Vindelns kommun i Västerbotten och ingår i Umeälvens huvudavrinningsområde.